# Andosilla
Andosilla ist eine spanische Gemeinde in der Comunidad Foral de Navarra.
Nachbargemeinden sind San Adrián, Cárcar, Sartaguda, Lerín, Falces, Peralta.

## Bevölkerungsentwicklung der Gemeinde
Quelle:INE-Archiv – grafische Aufarbeitung für Wikipedia

## Persönlichkeiten
- Carlos Gurpegui (* 1980), Fußballspieler